# Sagar (Madhya Pradesh)
Sagar (anciennement : Saugor, en hindi : सागर) est une ville de l'État du Madhya Pradesh, en Inde centrale.
Sagar est située sur un éperon de la chaîne Vindhya à une altitude de 1 758 m et à environ 180 km au nord de la capitale de l'État, Bhopal. Son nom original Saugor est une fusion de deux mots, à savoir « SAU » signifiant 100 et « GARH » signifiant forts, car il y avait d'innombrables petits forts dans cette région.